# Česen
Česen (znanstveno ime Allium sativum) je začimbna rastlina v družini lukovk (Alliaceae). Uspeva po vsem svetu v toplem in zmernem podnebju. Bližnje sorodnice česna so čebula, šalotka, por, in drobnjak. Uporablja se za kulinarične in medicinske namene. Ima karakteristični okus in vonj, ki se dobro izrazi šele s kuhanjem.

## Opis rastline
V zemlji ima podolgovato glavno čebulico, okoli katere so tesno druga ob drugi razvrščene ukrivljene stranske čebulice. Iz glavne čebulice zraste 30 do 80 cm visoko steblo s cvetom. Steblo je pokončno in razvejano, do sredine
ga pokrivajo suličasti, ploščati in na robu hrapavi listi. Na vrhu stebla so belo zelenkasti ali rdečkasti cvetovi, ki tvorijo glavičasto socvetje kobul.

## Izvor in uporaba
Zgodovina kultiviranega česna ni točno poznana, Zohary in Hopf sta bila med prvimi, ki sta pisala o česnu  Allium sativum se je najverjetneje razvil iz vrste Allium longicuspis, ki raste v Jugo-zahodni Aziji .  

## Kultivacija
Gojenje česna je precej enostavno, v milih pogojih lahko zraste v enem letu. V hladni klimi se česen posadi približno šest tednov pred zmrzaljo in vzkali pozno pomladi. Česnu se ne sme dodajati pesticidov. Lahko zboli za boleznijo rdečo čebulno gnilobo (Pyrenochaeta terrestris), pri kateri zbolijo korenine, ki postanejo rdeče ali roza barve. Česnove rastline lahko rastejo skupaj, vendar morajo imeti česnove glavice dovolj prostora, da zrastejo.

### Trendi proizvodnje
Česen raste po celem svetu, vendar je Ljudska republika Kitajska daleč največji proizvajalec česna s približno 10,5 bilijonov kilogramov letno, kar je več kot 77 % celotne svetovne proizvodnje. Sledijo Indija (4,1 %), Južna Koreja (2 %), Rusija (1,6 %) in ZDA (1,4 %), kjer česen gojijo zaradi dobička v vseh državah, razen na Aljaski.  To nanese 16% svetovne proizvodnje česna v državah, ki pridelajo manj kot 2% globalne proizvodnje. V ZDA je Girloy (Kalifornija) mesto, kjer pridelajo skoraj ves česen v državi in ga imenujejo "glavno mesto česna na svetu".
| Prvih 10 proizvajalcev česna — 11. junij, 2008 | Prvih 10 proizvajalcev česna — 11. junij, 2008 | Prvih 10 proizvajalcev česna — 11. junij, 2008 | Prvih 10 proizvajalcev česna — 11. junij, 2008 | Prvih 10 proizvajalcev česna — 11. junij, 2008 |
| Država | Produkcija (tone)                              | Opomba                                         |                                                |                                                |
| --- | ---------------------------------------------- | ---------------------------------------------- | ---------------------------------------------- | ---------------------------------------------- |
| Ljudska republika Kitajska | 12.088.000                                     | F                                              |                                                |                                                |
| Indija | 645.000                                        | F                                              |                                                |                                                |
| Južna Koreja | 325.000                                        | F                                              |                                                |                                                |
| Rusija | 254.000                                        | F                                              |                                                |                                                |
| ZDA | 221.810                                        |                                                |                                                |                                                |
| Egipt | 168.000                                        | F                                              |                                                |                                                |
| Španija | 142.400                                        |                                                |                                                |                                                |
| Argentina | 140.000                                        | F                                              |                                                |                                                |
| Mjanmar | 128.000                                        | F                                              |                                                |                                                |
| Ukrajina | 125.000                                        | F                                              |                                                |                                                |
| Svet | 15.686.310                                     | A                                              |                                                |                                                |
| brez simbola = uradni podatki, P = uradni podatki, F = FAO ocena, * = neuradni/delno uradni, C = izračunani znesek, A = skupni znesek (lahko vsebuje uradne, delno uradne ali ocene). Vir: Food And Agricultural Organization of United Nations: Economic and Social Department: The Statistical Division |                                                |                                                |                                                |                                                |

## Uporaba

### Kulinarična raba
Česen se zaradi svojega ostrega okusa v kulinariki uporablja kot začimba. Predvsem je v uporabi na vzhodu, jugu in jugozahodu Azije, na Bližnjem vzhodu, v Severni Afriki, v Južni Evropi in v predelih Severne Amerike in Srednje Amerike. Aroma variira glede na intenzivnost in metodo kuhanja. Zelo se ujema v kombinaciji s  čebulo, paradižnikom, ali ingverjem. Običajno pred uporabo vsak strok olupimo, lahko pa celo neolupljeno glavico popražimo na olivnem olju zapečemo v pečici. Česnov ekstrakt lahko pripravimo tako, da iztisnemo strok česna ali pa njegovo korenino. Na Japonskem in Koreji česnove glave fermentirajo pri visoki temperaturi; produkt tega je tako imenovani črni česen, sladkast sirup.
Tudi olja so lahko aromatizirana s česnom. Če pa želimo tako olje pripraviti doma, moramo dobro poznati način shranjevanja, saj v nasprotnem primeru lahko|pride do hujših zapletov – botulizma. Da se izognemo temu problemu, tako pripravljeno olje shranjujemo v hladilniku in ga porabimo v tednu dni. Proizvajalci pa razmnoževanje teh bakterij preprečijo z raznimi kislinami in kemikalijami.
Ponekod mlade stroke česna zmešajo s sladkorjem, soljo in drugimi začimbami ter po 3–6 tednih jed postrežejo kot predjed (v Vzhodni Evropi).
Nezrela česnova stebelca so trda in užitna. Imajo blažji okus kot sam česnov strok in se pogosto uporabljajo v mešanem cvrtju ali pa jih pripravimo kot šparglje. Česnovi listi so zelo znana zelenjava v Aziji. Narežejo jih na manjše kose in popražijo z mesom, jajci ali drugo zelenjavo.
Zmiksan česen, olivno olje in jajca sestavljajo aioli – omaka, ki se v Franciji pogosto streže s croutoni in morsko hrano. V Grčiji podobno omako imenujejo scordalia, kateri običajno dodajo še kis in grudasto maso iz krompirja, mandljev ali orehov. Ajoblanco pa je španska specialiteta iz česna, olja, mandljev in namočenega kruha.
Približno ¼ čajne žlice suhega, mletega česna je ekvivalentna enemu svežemu stroku česna.

### Shranjevanje
Česen se shranjuje pri sobni temperaturi 18 °C in v suhem prostoru. Običajno se sorta »softneck« plete v sklopih, t. i. "pletenice"; ali pa v oljih, pri čemer nastane aromatizirano olje. Nepravilno shranjen česen lahko pri sobni temperaturi napade bakterija Clostridium botulinum. Zato se olupljeni česnovi stroki shranjujejo v hladilniku v kisu ali vinu. V trgovini je česen shranjen na suhem pri –3 °C.

### Zgodovinska raba
V starih časih se je česen uporabljal večinoma v kulinariki. Egipčani in Izraelci so ga uporabljali v dietni prehrani, pa tudi Khufujevi delavci, ki so gradili piramide. Česen v Egiptu še vedno raste, vendar ga Sirijci kot pridelek bolj cenijo kot nekoč (Rawlinson's Herodotus, 2.125).
Prvi so ga začeli uživati stari Grki in Rimljani; vojaki, mornarji, skratka podeželski razred. Pliny  starejši ga je uvajal v prehrano.
Česen je bil zelo redka sestavina v angleški kuhinji, čeprav naj bi ga tam gojili že pred letom 1548. Nepogrešljiv je bil v mediteranski kuhinji.

### Raba v medicini
Česen se je uporabljal tako v prehrani kot v medicini tisoče let; vsaj od takrat ko so se gradile egipčanske piramide. preprečeval naj bi razna obolenja, kot so ateroskleroza, holesterol, povišan pritisk in rak.
Raziskave na živalih in kasneje tudi na ljudeh so potrdile koristno delovanje česna na kardiovaskularni sistem. Neka češka študija je dokazala, da česen zmanjšuje kopičenje maščobe na vaskularne stene ožilja. Ostale študije so prav tako dokazale zmanjševanje aortnega plaka pri krmljenih kuncih , oziroma preprečevanje vaskularne kalcifikacije pri ljudeh s povišanim holesterolom v krvi . Vazodilatatorni efekt česna je najverjetneje rezultat katabolizma česnovih polisulfidov do hidrogen sulfidov v rdečih krvničkah; reakcija, ki je odvisna od zmanjšanja tiolov na membrani. Hidrogen sulfidi so endogene signalne molekule, ki ščitijo kardiovaskularni sistem.
Kakorkoli, naključni klinični poskusi, ki jih je financiral Nacionalni inštitut zdravja (NIH) v ZDA in jih objavil v Archives of Internal Medicine leta 2007, niso potrdili dosedanjih študij, da bi česen zmanjševal raven holesterola v krvi pri ljudeh z zmerno povišanim holesterolom.
V nasprotju z desetletji trajajočimi raziskavami, kjer so potrjevali ugodne efekte česna na profil holesterola v krvi, pa je NIH študija ovrgla vse dosedanje ugotovitve in dokazala, da surov česen ali česnovi dodatki nimajo nikakršnega vpliva na LDL, HDL, trigliceride ...
Leta 2007 je BBC poročal, da bi česen lahko ugodno vplival na preprečevanje običajnega prehlada. Ta trditev izhaja iz daljne tradicije, kjer se je česen uporabljal v zeliščni medicini proti hripavosti in kašlju.

## Česen kot prehransko dopolnilo

### Kemizem česnovih spojin
Česen (Allium sativum) se uporablja kot hrana, začimba in kot prehransko dopolnilo. Svet Evrope česen uvršča v skupino naravnih začimb N1, ki se smejo živilom dodajati brez količinskih omejitev. Po slovenski odredbi o razvrstitvi zdravilnih rastlin pa česen spada v najvarnejšo kategorijo H, ki ima enak pravni položaj kot hrana.
V strokih česna se nahajajo številne spojine, med katerimi so najpomembnejše žveplove, ki so tudi eden od nosilcev farmakološkega delovanja.
Nepoškodovan strok  česna vsebuje visoke količine γ-glutamilcisteinov. Slednji se lahko hidrolizirajo in oksidirajo do aliina, ki se nato skladišči v nepoškodovanem česnovem stroku pri nizkih temperaturah kot prekurzor za nastanek hlapnih žveplovih spojin, ki so hkrati tudi vir značilnega česnovega vonja in okusa.
Z rezanjem, mletjem ali drobljenjem se iz vakuol sprosti encim alinaza, ki hitro lizira citosolne cisteinske sulfokside (aliin, metiin, propiin) do nastanka aromatičnih alkil alkan-tiosulfinatov, kot je alicin (rumena tekočina). Alicin in ostali alkil alkan-tiosulfinati so hlapni in kot taki tudi vir česnovega specifičnega vonja in okusa. So pa tudi nestabilni in se hitro razgradijo do dialilsulfidov (DAS), dialildisulfidov(DADS), dialiltrisulfidov (DATS), ajoenov in ditiinov.
Hkrati lahko iz γ-glutamilcisteinov po drugačni kemijski poti nastajata  S-alilcistein (SAC) in S-alila-merkaptocistein (SAMC), ki skupaj s saponini tudi pripomoreta h kurativnemu in preventivnemu delovanju česna.

### Vrste česnovih prehranskih dopolnil
- Eterično olje: Pridobiva se s parno destilacijo česnovih čebulic. Eterično olje česna sestavlja 1 % v olju topnih žveplovih spojin (DAS, DADS, DATS, vinilditiin, ajoen) in 99 % dodanega rastlinskega olja. V vodi topne žveplove spojine so v procesu izdelave eteričnega olja zavržene, prav tako pa eterično olje ne vsebuje alicina. Pripravek eteričnega olja česna je nestandardiziran, dostopen tudi v obliki želatinskih kapsul.[19][20]
- Česnov oljni macerat: Pridobiva se z maceracijo in je bil prvotno namenjen uporabi v kulinariki, kot začimba. Med postopkom maceracije se nekaj aliina pretvori v alicin, ki pa je nestabilen in se razgradi do ditiinov, ajoenov in sulfidov.Pripravek je nestandardiziran.[19][20]
- Česnov prah: Pridobiva se s sušenjem in mletjem predhodno narezanih rezin česna. Uporablja se predvsem v živilski industriji in kulinariki kot začimba oziroma kot dodatek k jedem. Česnov prah naj bi tekom postopka priprave zadržal enake sestavine, kot jih najdemo v surovem česnu, vendar se tekom sušenja česnovega prahu izgubi več kot polovica aliina. Poleg aliina v prahu najdemo manjši delež v olju topnih žveplovih spojin, alicina pa česnov prah ne vsebuje. Pripravek česnovega prahu ni standardiziran, študije, ki bi potrjevale signifikantno znižanje holesterola na osnovi uživanja česnovega prahu pa so nekonsistentne.[19][20]
- Česnov ekstrakt: Pridobiva se z ekstrakcijo narezanih česnovih strokov v mešanici prečiščene vode in etanola. Po določenem času se ekstrakt koncentrira, lahko tudi do praškaste strukture. Če ekstrakcija poteka skozi daljše časovno obdobje (približno 20 mesecev), nastane staran česnov ekstrakt, oziroma AGE (aged garlic extract).Tekom staranja se aromatične in iritirajoče česnove spojine razgradijo v varne in stabilne žveplove spojine, zato je uporaba AGE v sklopu česnovih prehranskih dopolnil najbolj pripororčljiva in efektivna. Ekstrakt česna vsebuje predvsem v vodi topne žveplove spojine, kot sta S-alil-cistein (SAC) in S-alil-merkapto-cistein (SAMC). V olju topne žveplove spojine (DAS, DADS, DATS) tekom staranja ekstrakta razpadejo, zato jih je v končnem pripravku zelo malo. AGE je standrdiziran na vsebnost S-alil-cisteina (SAC) in se je v toksikoloških študijah izkazal za netoksičnega, v kliničnih študijah pa za učinkovitega pri preventivi in kurativi različnih obolenj.[19][20]

Veliko česnovih prehranskih dopolnil je standardiziranih na vsebnost žveplo-vsebujočih spojin, predvsem na aliin in alicin. Slednja se ne absorbirata iz gastrointestinalnega trakta (GIT). Alicin je prehodna spojina, ki hitro razpade na druge žveplo-vsebujoče snovi. Alicina zato ne moremo tretirati kot pravo sestavino česna, posledično ga tudi ni smiselno uporabiti v obliki standardizacijskega markerja. Nasprotno pa se SAC lahko absorbira iz GIT v plazmo in je zato ustrezen marker za standardizacijo česnovih pripravkov. Ker si česnovi pripravki niso ekvivalentni v sestavi, je lahko tudi učinek slednjih pri posameznemu uporabniku različen.